# Bataille de l'Inyezane
Guerre anglo-zouloue
Batailles
- Inyezane
- Isandhlwana
- Rorke's Drift
- Eshowe
- Ntombe
- Hlobane
- Kambula
- Gingindlovu
- Ulundi

La bataille de la rivière Inyezane ou Nyezane est livrée le 22 janvier 1879 en Afrique du Sud, au KwaZulu-Natal, pendant la guerre anglo-zouloue. La colonne britannique commandée par le colonel Charles Pearson est attaquée par les Zoulous à 8 heures du matin alors qu'elle vient de franchir la rivière Inyezane et qu'elle fait une halte pour prendre le petit-déjeuner. Les Zoulous sont repoussés avec de lourdes pertes. Lors de cette bataille, les Britanniques font usage pour la première fois de leur histoire de mitrailleuses gatling